# Belfonte
Belfonte és una concentració de població designada pel cens dels Estats Units a l'estat d'Oklahoma. Segons el cens del 2000 tenia 426 habitants.

## Demografia
Segons el cens del 2000, Belfonte tenia 426 habitants, 131 habitatges, i 101 famílies. La densitat de població era de 20,8 habitants per km².
Dels 131 habitatges en un 41,2% hi vivien nens de menys de 18 anys, en un 58,8% hi vivien parelles casades, en un 8,4% dones solteres, i en un 22,9% no eren unitats familiars. En el 17,6% dels habitatges hi vivien persones soles el 6,1% de les quals corresponia a persones de 65 anys o més que vivien soles. El nombre mitjà de persones vivint en cada habitatge era de 3,25 i el nombre mitjà de persones que vivien en cada família era de 3,67.
Per edats la població es repartia de la següent manera: un 30% tenia menys de 18 anys, un 10,8% entre 18 i 24, un 31,5% entre 25 i 44, un 20,4% de 45 a 60 i un 7,3% 65 anys o més.
L'edat mediana era de 30 anys. Per cada 100 dones de 18 o més anys hi havia 108,4 homes.
La renda mediana per habitatge era de 32.143 $ i la renda mediana per família de 40.469 $. Els homes tenien una renda mediana de 25.250 $ mentre que les dones 17.344 $. La renda per capita de la població era de 15.786 $. Entorn del 9,9% de les famílies i el 14,9% de la població estaven per davall del llindar de pobresa.

## Poblacions més properes
El següent diagrama mostra les poblacions més properes.